# ريهيماكي

موقع ريهيماكي.

شعار ريهيماكي.

ريهيماكي (Riihimäki؛ حرفياً "تلة حظيرة التجفيف") مدينة فنلندية ، تبعد حوالي 69 كم إلى الشمال من العاصمة هلسنكي و 109 كم جنوب شرقي مدينة تامبيري. تعد بشكل ما نقطة تقاطع للسكك الحديدية ، حيث تلتقي مسارات السكك الحديدية من أنحاء مختلفة من دولة متجهة نحو هلسنكي. شركة ساكو المحدودة لديها مصنع كبير في ريهيماكي.
تقع المدينة في إقليم كانتا هامي. يبلغ عدد قاطنيها 28.619 ساكن، و يغطي نطاقها البلدي مساحة 125.57 كم² منها 4.54 كم² من المياه. والكثافة السكانية 236.46 نسمة\ كم². البلدية أحادية اللغة وهي الفنلندية.

## التاريخ
تأسست ريهيماكي حول محطة قطارات ريهيماكي . و هذه المحطة هي إحدى محطات الأصلية على مسار هلسنكي - هامينلينا (المسار الرئيسي في فنلندا).
صارت محطة التقاطع الأولى في فنلندا بافتتاح قطاع الأول من مسار ريهيماكي - سانت بطرسبورغ و الواصل بين ريهيماكي و لهتي في 1869. تدريجياً ، بدأ بناء المزيد من المستوطنات حول المحطة.
في عام 1922 ، فـُصلت ريهيماكي عن هاوسيارفي و باتت مدينة سوق مستقلة. تحصلت ريهيماكي على حقوق المدينة في عام 1960.

## توأمة
لريهيماكي اتفاقيات توأمة مع كل من:
- آلبورغ (1961 - )
- سوجو
- Húsavík [الإنجليزية]‏
- باد زغهبرغ
- Karlskoga Municipality [الإنجليزية]‏
- يونافا
- Aalborg Municipality [الإنجليزية]‏ منذ (1961 - )

## أعلام
- فيكو سينيسالو
- أكسل هاغلوند
- رانيار غرانيت
- سيركا همالاينن
- دانيال أوشوجنسي
- باتريك أوشوجنسي